# Relaciones Colombia-El Salvador

Las relaciones Colombia-El Salvador son las relaciones diplomáticas entre la República de Colombia y la República de El Salvador. Ambos gobiernos mantienen una relación amistosa desde el siglo XIX. Entre ambos países existen organismos como la Comisión Mixta de Drogas Colombia-El Salvador, la Comisión Mixta de Cooperación Técnica, Científica, Educativa, Cultural y Deportiva y el Mecanismo de Consulta y Coordinación Bilateral. 

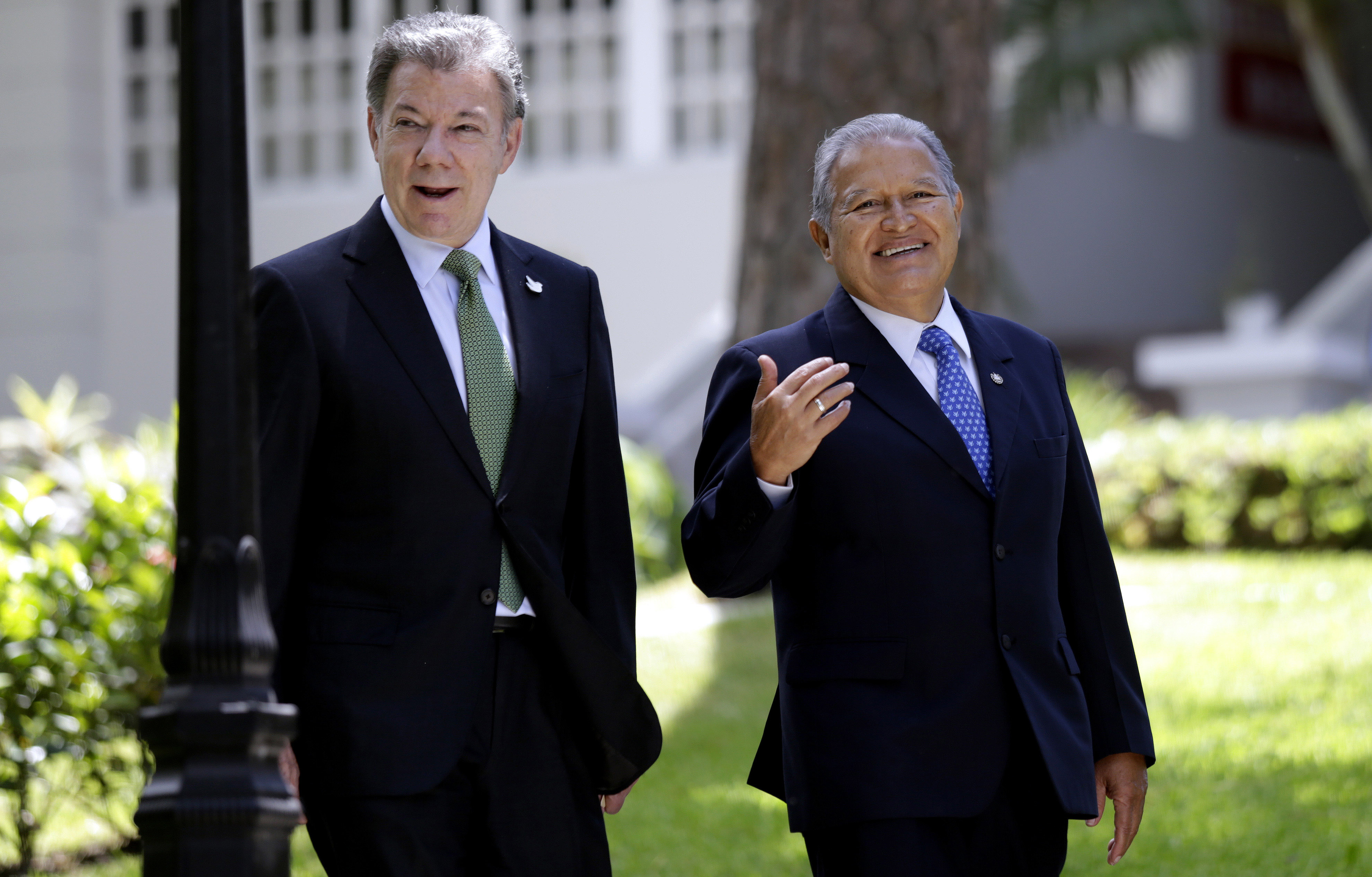
Los expresidentes de El Salvador, Salvador Sánchez Cerén, y de Colombia, Juan Manuel Santos

## Historia
Ambos gobiernos establecieron relaciones diplomáticas en 1825, poco después de su independencia.

## Relaciones económicas
Colombia exportó productos por un valor de 43 600 miles de dólares, siendo los principales productos de químicos, de maquinaria y cosméticos, mientras que Colombia exportó productos por un valor de 5 401 miles de dólares, siendo los principales agroindustriales, cosméticos y maquinaria. Ambos países tienen un tratado de libre comercio firmado el 9 de agosto de 2007.

## Tensiones
Durante la actual presidencia de Gustavo Petro, en un discurso Petro ha criticado la nueva Mega-Cárcel (CECOT) de Bukele considerándolo como un ''Campo de concentración'', ambos mandatarios comenzaron a tener una discusión en Twitter sobre la seguridad en sus países, desatando un debate conflictivo entre los admiradores de Bukele y los de Petro. 
El 10 de marzo, Petro criticó nuevamente a Bukele, esta vez por una noticia de la cadena CNN sobre una supuesta tregua establecida entre funcionarios del presidente y las pandillas, ambos mandatarios comenzaron a discutir nuevamente en Twitter, por lo que Bukele tuiteó «¿No es su hijo el que hace pactos bajo la mesa y además por dinero?», refiriéndose a las controversias de Nicolás Petro acusado de posibles delitos relacionados al lavado de activos y beneficios.
El 18 de abril del 2023, un colombiano aficionado del presidente Bukele fue detenido por supuestos vínculos con las pandillas, esto se debe a los tatuajes que tenía, dichas acciones fueron entonces críticas por algunos diputados de Colombia, posteriormente criticando a la guerra contra las pandillas que actualmente ocurre en El Salvador por dichas capturas arbitrarias, no obstante, luego de unas horas fue liberado, afirmando que la detención fue por razones migratorias.

## Representación diplomática
- Colombia tiene una embajada en San Salvador.[10]
- El Salvador tiene una embajada en Bogotá.[2]

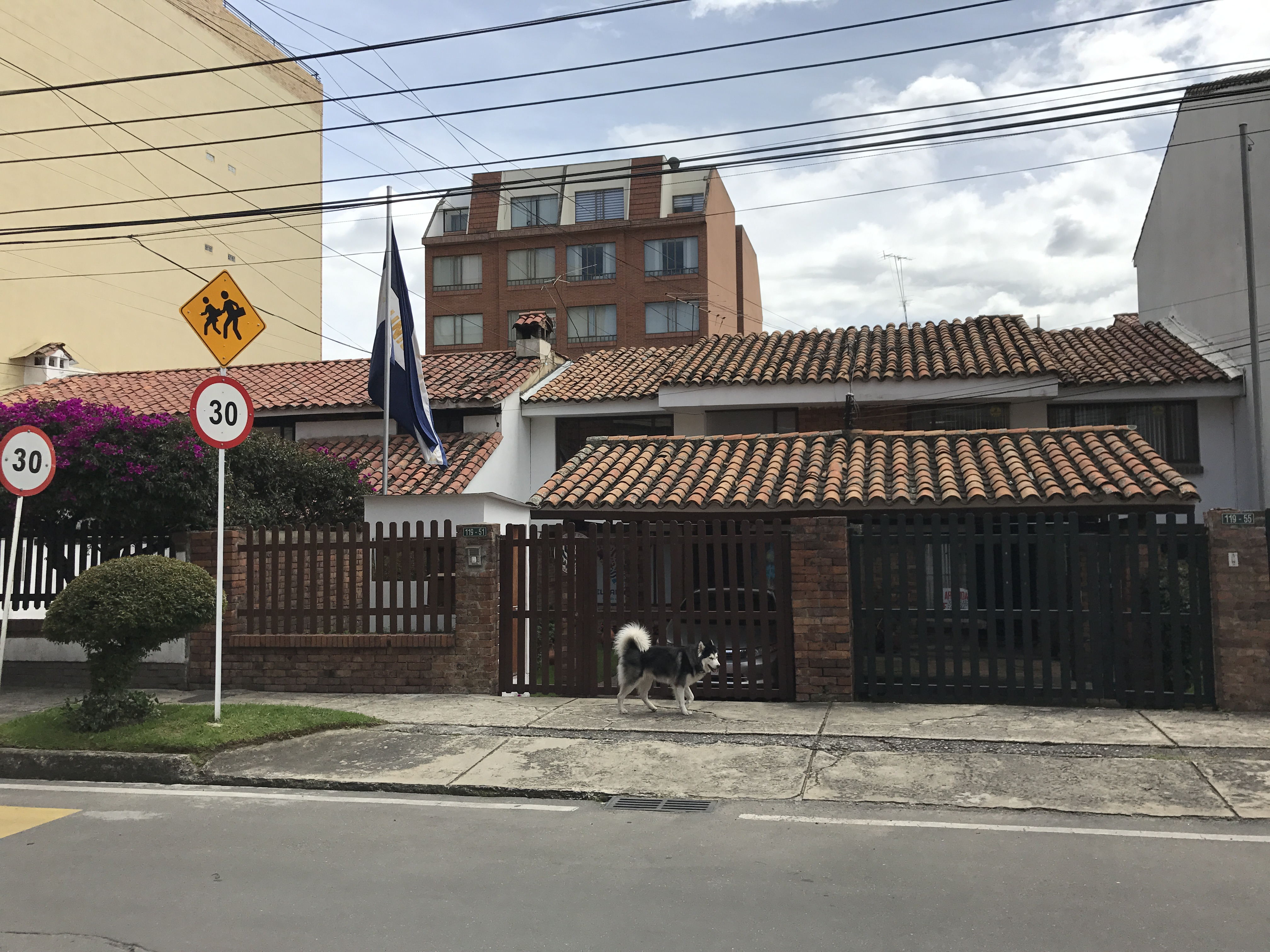
Embajada de El Salvador en Bogotá